# Neoromicia rendalli
Neoromicia rendalli é uma espécie de morcego da família Vespertilionidae. Pode ser encontrada na África subsaariana.